# Gerson Camata
Gerson Camata GOMM (Castelo, 29 de junho de 1941 ― Vitória, 26 de dezembro de 2018) foi um economista, jornalista e político brasileiro filiado ao Partido da Social Democracia Brasileira (PSDB). Pelo Espírito Santo, foi governador, senador durante três mandatos, deputado federal por dois mandatos e deputado estadual, além de vereador da capital Vitória.

## Biografia
Formado em Ciências Econômicas pela Universidade Federal do Espírito Santo (UFES), tornou-se conhecido como radialista de algumas emissoras em Vitória, principalmente a partir de 1964 quando apresentou o noticioso policial "Ronda da Cidade" e posteriormente na TV Vitória onde chegou a diretor de jornalismo dos Diários Associados no Espírito Santo.
Sua vida pública teve início quando ingressou na legenda da ARENA ao se eleger vereador em Vitória em 1966. Com o retorno ao pluripartidarismo em 1980, Gerson Camata optou pelo PMDB, e foi eleito governador do Espírito Santo em 1982, com o apoio de uma dissidência do PDS comandada pelo ex-governador Élcio Álvares, atitude essa resultante de uma série de deserções havidas entre as forças políticas situacionistas no estado ao longo dos anos.
Após sua vitória, sofreu uma ameaça de processo com base na Lei de Segurança Nacional por ter supostamente chamado o presidente João Figueiredo de "general mentiroso" durante a campanha eleitoral, fato rechaçado. Já investido no cargo, conheceu a jovem Rita de Cássia Paste, que após o casamento passou a assinar Rita Camata.

### Senado Federal
Foi senador pelo Espírito Santo por três mandatos entre 1987 e 2011. Em 1995, foi admitido pelo presidente Fernando Henrique Cardoso à Ordem do Mérito Militar no grau de Comendador especial, sendo promovido em 2005 por Luiz Inácio Lula da Silva ao grau de Grande-Oficial.

#### Estatuto do desarmamento
Gerson Camata foi o senador responsável pela criação do  "estatuto do desarmamento" sob o projeto de lei do senado Nº 292/1999 que mais tarde, em 2003, seria aprovado no Senado e encaminhado a Câmara dos Deputados para votação sob nome de projeto de lei Nº 1.555/2003 que, após ser aprovado na Câmara, foi sancionado como lei no dia 22 de dezembro de 2003 pelo presidente da república Luiz Inácio Lula da Silva, assim entrando em vigor a atual lei Nº 10.826/2003 conhecida popularmente como o "Estatuto do Desarmamento".
O estatuto do desarmamento após sancionado foi responsável pela criação do referendo de 2005 que foi uma eleição para definir se o artigo 35 da lei 10.826/2003 entraria em vigor ou não. Na eleição do referendo foi perguntado à população brasileira nas urnas eletrônicas a seguinte frase: "O comércio de armas de fogo e munição deve ser proibido no Brasil?". O resultado do referendo foi a vitória do "não", que obteve 59.109.265 votos (63.94%) enquanto o "sim" obteve 33 333 045 votos (36,06%). O referendo estava previsto para acontecer, conforme o próprio texto da lei do estatuto do desarmamento, mais especificamente no artigo 35 parágrafo 1º, que definia o mês de outubro e ano 2005 como o período para acontecer o referendo no Brasil.

## Morte
Gerson Camata foi assassinado no dia 26 de dezembro de 2018 com um tiro no pescoço na Praia do Canto em Vitória. De acordo com o secretário estadual de Segurança Pública, Nylton Rodrigues, o suspeito Marcos Vinícius Moreira Andrade, ex-assessor de Camata, foi preso e declarou, em depoimento, que a motivação foi uma ação judicial movida contra ele por Camata, que resultou no bloqueio de 60 mil reais de sua conta bancária.
O governador do Espírito Santo Paulo Hartung, manifestou pesar e decretou luto oficial de sete dias no estado.